# Sorex yukonicus
Sorex yukonicus är en däggdjursart som beskrevs av Dokuchaev 1997. Sorex yukonicus ingår i släktet Sorex och familjen näbbmöss. IUCN kategoriserar arten globalt som livskraftig. Inga underarter finns listade i Catalogue of Life.
Denna näbbmus förekommer i Alaska i området kring Yukonfloden. Individerna vilar i underjordiska bon som skapades av andra djur. Djuret vistas främst intill vattendrag.
Arten blir med svans 6,8 till 7,5 cm lång och den är så ett av de minsta däggdjuren. Svanslängden är 2,3 till 2,7 cm och vikten ligger vid en till två gram. Pälsen är mörkbrun på ryggens topp, ljusare gråbrun på bålens sidor och gråaktig på undersidan. Djuret är närmare släkt med den eurasiska mindre dvärgnäbbmusen (Sorex minutissimus) än med andra amerikanska näbbmöss.